# SN 1991T
SN 1991T – supernowa typu Ia-pec odkryta 28 kwietnia 1991 roku w galaktyce NGC 4527. Jej maksymalna jasność wynosiła 11,70m.